# Rémségek könyve
A Rémségek könyve (eredeti cím: Urban Legend) 1998-ben bemutatott színes amerikai-francia horrorfilm, amelyet Jamie Blanks rendezett. A forgatókönyvet Silvio Horta készítette különböző városi legendák összeállításából. A produkció főszerepében Alicia Witt és Jared Leto.
A film premierjét 1998. szeptember 25-én mutatták be az Egyesült Államokban. Magyarországon 1999. február 11-től vetítették a mozikban.
A filmnek 2000-ben második része is készült a Rémségek könyve 2. – A végső vágás címmel.

## Cselekmény
Michelle Mancinit, a Pendletoni Egyetem hallgatóját lefejezik az autója hátsó ülésén. Eközben az egyetemi kávézóban Parker a barátnőit, Natalie-t és Brendát a Stanley Hall kollégiumi mészárlás részleteibe avatja be. Paul, az újságírójelölt városi legendának minősíti a történetet. 
Michelle meggyilkolásának híre másnap elterjed, de Adams dékán és az egyetemi rendőr, Reese Wilson el akarják tussolni. Damon Brooks, a diákszövetség tagja, megpróbálja megvigasztalni Natalie-t, akinek Michelle közeli barátnője volt. A lány visszautasítja a férfi szexuális közeledését. Amikor Damon kimegy könnyíteni magán, egy kapucnis személy megtámadja, és felakasztja egy fára. Natalie segítségért menekül, de Damon holtteste és autója eltűnik, mire Reese rendőrrel visszatér. Parker és barátnője, Sasha Thomas biztosítják Natalie-t arról, hogy Damon megtréfálta őt.
Később, miközben Natalie alszik, szobatársát, a goth Tosh Guanerit, megfojtják. Reggel megtalálja Tosh holttestét és egy véres üzenetet a falon. Natalie bevallja Brendának, hogy ő és Michelle, korábban próbaidőre felfüggesztett börtönbüntetést kaptak, mert halálos autóbalesetet okoztak. Paul eközben a helyi városi legendák után nyomoz, és rájön, hogy a Stanley Hall-i mészárlás valóban megtörtént, és William Wexler, az amerikai folklór professzora volt az egyetlen túlélője.
Adams dékánt meggyilkolják az egyetem parkolóházában, Reese pedig feldúltan és vérben ázva találja Wexler irodáját. Eközben Natalie, Brenda és Sasha részt vesznek egy diákszövetségi bulin, amely egybeesik a mészárlás 25. évfordulójával, és amelynek során a gyilkos a fürdőszobában mozgásképtelenné teszi Parkert, majd úgy öli meg, hogy popcornt és fürdőszobai vegyszereket nyom le a torkán. Sasha elutazik, hogy az egyetemi rádióállomáson késő esti talkshow-ját vezesse. Az adás közben a gyilkos megtámadja őt és az asszisztensét, és a lány sikolyait élő adásban játsszák le; a diákszövetségben bulizók azt feltételezik, hogy ez egy mészárlásra utaló tréfa, de Natalie, attól tartva, hogy Sasha veszélyben van, az állomásra siet, ahol szemtanúja lesz, ahogy a gyilkos egy baltával meggyilkolja Sashát.
Natalie hamarosan megtalálja Pault és Brendát az egyetemen. Paul, aki meg van győződve Wexler bűnrészességéről, elkíséri őket a kocsijával. Megállnak egy benzinkútnál, és amíg Paul bent van, Natalie és Brenda megtalálja Wexler megcsonkított holttestét a csomagtartóban. A két nő az erdőn keresztül menekül vissza a campus felé, miközben Paul a nyomukban van. Elválnak egymástól, és Natalie leinti az egyetem gondnokát, aki éppen arra jár a teherautójával. A férfi felveszi a nőt, de a gyilkos letaszítja a kocsijukat az útról. A balesetben a gondnok meghal, de Natalie sértetlenül távozik, és gyalog menekül.
A Stanley Hall mellett elhaladva Natalie hallja Brenda sikolyait odabentről. Az épületben megtalálja az ágyon kiterülve a látszólag halott Brendát. Brenda azonban pillanatokkal később eszméletlenre veri Natalie-t. Brendáról kiderül, hogy vőlegényéért David Evansért áll bosszút, aki Nataliék miatt meghalt az autóbalesetben. Brenda megpróbálja eltávolítani Natalie veséjét, de Reese félbeszakítja. Brendának sikerül leszúrnia Reese-t egy rugós késsel, és amikor Paul megérkezik, Natalie kezébe kerül a fegyver, és lelövi Brendát, aki kiesik az ablakon. Paul és Natalie elhajtanak, megbeszélik, hogy később ez egy városi legenda lesz, és minden tényt félremagyaráznak. Paul megkérdezi: "Nos, ha ez egy városi legenda, akkor hol van a csavar?". Ekkor Brenda megjelenik a hátsó ülésen, és egy baltával támad rájuk. Paul egy hídnak csapódik az autóval, amitől Brenda a szélvédőn keresztül a lenti folyóba zuhan.
Később egy másik egyetem hallgatóinak egy csoportja elmeséli Brenda gyilkossági ámokfutásának eseményeit, amely során elmondásuk szerint a holttestét soha nem találták meg. A legtöbben nem hisznek a mesének, kivéve egy fiatal nőt, akiről kiderül, hogy ő Brenda, aki azt állítja, hogy a történetet tévesen mesélték el, és elkezdi előadni, "hogyan is történt valójában".

## Szereposztás
| Szerep                        | Színész                | Magyar hangja (1. szinkron) |
| ----------------------------- | ---------------------- | --------------------------- |
| Paul Gardener                 | Jared Leto             | Bozsó Péter                 |
| Natalie Simon                 | Alicia Witt            | Németh Borbála              |
| Brenda Bates                  | Rebecca Gayheart       | Rudolf Teréz                |
| Parker Riley                  | Michael Rosenbaum      | Markovics Tamás             |
| Reese Wilson                  | Loretta Devine         | Kocsis Mariann              |
| Damon Brooks                  | Joshua Jackson         | Seszták Szabolcs            |
| Sasha Thomas                  | Tara Reid              | Timkó Eszter                |
| Dean Adams                    | John Neville           | Versényi László             |
| Furcsa gondnok                | Julian Richings        | Rudas István                |
| William Wexler professzor     | Robert Englund         | Barbinek Péter              |
| Tosh Guaneri                  | Danielle Harris        | Urbán Andrea                |
| Michelle Mancini              | Natasha Gregson Wagner | Törtei Tünde                |
| David McAree                  | Gord Martineau         | N/A                         |
| Michael McDonnell benzinkutas | Brad Dourif            | N/A                         |
| Újságárus                     | Gord Martieau          | N/A                         |
| Kacér csaj                    | Angela Vint            | N/A                         |
| Könyvtárosnő                  | Kay Hawtrey            | N/A                         |

## Fontosabb díjak és jelölések
- 1999: Szaturnusz-díj a legjobb fiatal színésznek – Alicia Witt (jelölés)